# Baron Kensington
Baron Kensington ist ein erblicher britischer Adelstitel, der dreimal, davon je einmal in der Peerage of England, der Peerage of Ireland und der Peerage of the United Kingdom, verliehen wurde.

## Verleihungen
Erstmals wurde am 5. März 1623 in der Peerage of England der Titel Baron Kensington, of Kensington in the County of Middlesex, für Sir Henry Rich, zweitgeborener Sohn des Robert Rich, 1. Earl of Warwick, geschaffen. Am 24. September 1624 wurde er zudem in der Peerage of England zum Earl of Holland erhoben. Sein Sohn, der 2. Earl, erbte 1673 von seinem Cousin auch die Titel 5. Earl of Warwick (1618) und 7. Baron Rich (1547). Alle vier Titel erloschen schließlich am 7. September 1759 beim Tod des 8. Earls of Warwick.
In zweiter Verleihung wurde am 20. Juli 1776 der langjährige Unterhausabgeordnete William Edwardes zum Baron Kensington erhoben. Er war der Sohn der einzigen Tochter des 1759 verstorbenen Earls. Der Titel wurde in der Peerage of Ireland verliehen, damit er seinen Sitz im britischen Unterhaus behalten konnte und diesen nicht zugunsten eines Sitzes im Oberhaus verlor. Sein Urenkel, der 4. Baron, wurde schließlich am 23. März 1886 in der Peerage of the United Kingdom in dritter Verleihung zum Baron Kensington, of Kensington in the County of Middlesex, erhoben und erhielt dadurch auch einen Oberhaussitz. Heutiger Titelinhaber ist seit 2018 sein Ururenkel Owen Edwardes als 9. und 6. Baron.

## Liste der Barone Kensington

### Barone Kensington, erste Verleihung (1623)
- Henry Rich, 1. Earl of Holland, 1. Baron Kensington (1590–1649)
- Robert Rich, 5. Earl of Warwick, 2. Earl of Holland, 2. Baron Kensington (um 1620–1675)
- Edward Rich, 6. Earl of Warwick, 3. Earl of Holland, 3. Baron Kensington (1673–1701)
- Edward Rich, 7. Earl of Warwick, 4. Earl of Holland, 4. Baron Kensington (1697–1721)
- Edward Rich, 8. Earl of Warwick, 5. Earl of Holland, 5. Baron Kensington (1695–1759)

### Barone Kensington, zweite und dritte Verleihung (1776/1886)
- William Edwardes, 1. Baron Kensington (um 1711–1801)
- William Edwardes, 2. Baron Kensington (1777–1852)
- William Edwardes, 3. Baron Kensington (1801–1872)
- William Edwardes, 4. Baron Kensington, 1. Baron Kensington (1835–1896)
- William Edwardes, 5. Baron Kensington, 2. Baron Kensington (1868–1900)
- Hugh Edwardes, 6. Baron Kensington, 3. Baron Kensington (1873–1938)
- William Edwardes, 7. Baron Kensington, 4. Baron Kensington (1904–1981)
- Hugh Edwardes, 8. Baron Kensington, 5. Baron Kensington (1933–2018)
- Owen Edwardes, 9. Baron Kensington, 6. Baron Kensington (* 1964)

Titelerbe (Heir apparent) ist der Sohn des aktuellen Titelinhabers, Hon. William Edwardes (* 1993).